# Carl Friedrich von Müller

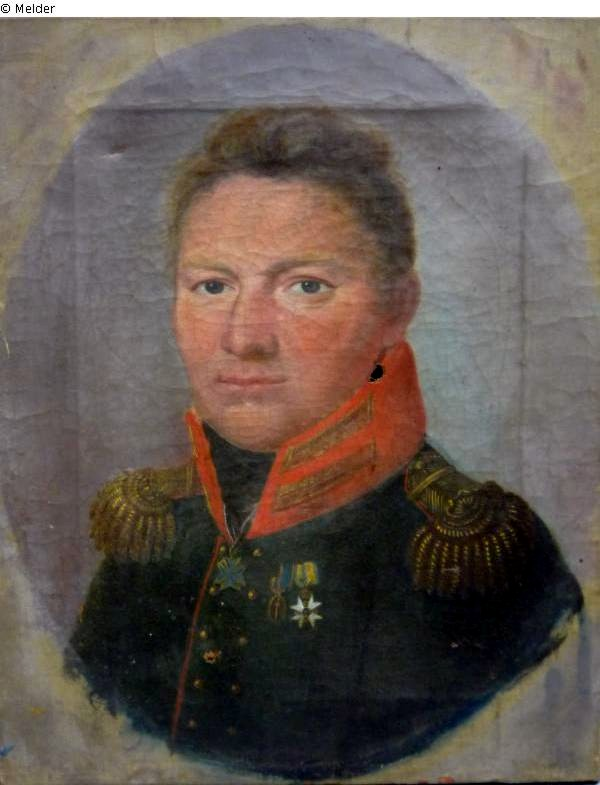
Oberst von Müller, Porträt von Adolph Scharenberg, seit 1945 im Staatlichen Museum Schwerin

Carl Joachim Friedrich Müller, ab 1801 von Müller (* 7. Februar 1768 in Gartow, Kreis Oststernberg; † 19. Januar 1824 in Bützow), war ein deutscher Offizier und Gutsbesitzer.

## Leben
Carl Friedrich Müller entstammte einer bürgerlichen Familie. Er war ein Sohn von David Ulrich Müller, Leutnant im Dragoner-Regiment von Kleist, und dessen Frau Johanna Konstanze, geb. von Seydlitz. Wie sein Vater trat er jung in den preußischen Militärdienst und diente im Altpreußischen Husarenregiment 10. Unter Friedrich Gideon von Wolky nahm er als Sekondeleutnant am Feldzug in Polen zur Niederschlagung des Kościuszko-Aufstands teil. Bei der Schlacht bei Praga am 4. November 1794 begleitete er den Angriff der Russischen Armee mit Mut und Eifer und überbrachte die offizielle Meldung. Auf Vorschlag von Alexander Wassiljewitsch Suworow wurde er dafür mit dem Orden Pour le Mérite ausgezeichnet. Mit kaiserlichem Diplom vom 8. März 1795 erhielt er gemeinsam mit seinem Onkel Karl Ludwig Müller auf Groß Siemen den Reichsadelstand. Die mecklenburg-schwerinsche Anerkennung des Adels erfolgte 1801.
1801 nahm er seinen Abschied, der ihm mit dem Charakter als Rittmeister gewährt wurde. Er ließ sich in Mecklenburg nieder und erwarb nacheinander eine Reihe von Gütern. Zuerst kaufte er Gramzow, dann 1804 Schabow (Lindholz) von Friedrich Ludwig Henning von Bassewitz, das er 1810 weiter an August Wilhelm von der Lühe verkaufte. Im selben Jahr 1810 wurde er, obwohl nicht Besitzer eines landtagsfähigen Gutes, als Personalist in den mecklenburgischen Adel rezipiert.
Eine Zeitlang war er Konzessionär der 1802 gegründeten landesherrlichen Spielbank in Doberan.

### Befreiungskriege
Nachdem Herzog Friedrich Franz I. von Mecklenburg-Schwerin von Zar Alexander I. die Aufforderung zum Kampf gegen Napoleon erhalten hatte, sagte er sich als erster deutscher Fürst am 14. März 1813 vom Rheinbund los. Wenige Tage später, am 26. März, rief er die mecklenburgische Bevölkerung zur Beschaffung von Waffen und Ausrüstung auf.

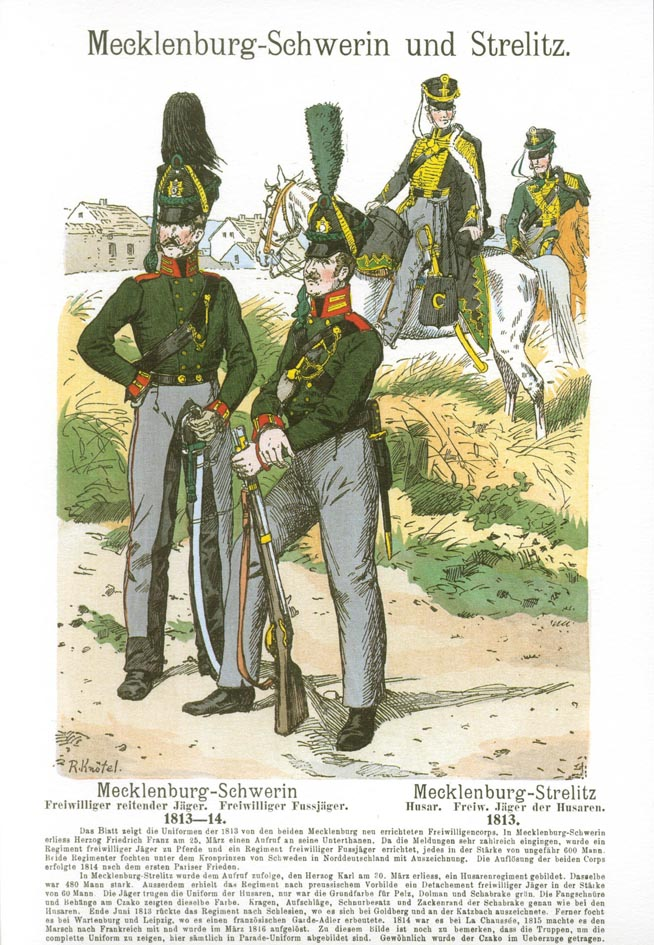
Mecklenburg-Schwerinsche Freiwillige Jäger und Mecklenburg-Strelitzische C-Husaren (nach Richard Knötel 1890)

Bereits am 23. März hatte von Müller dem Herzog seine Dienste „bei der etwaigen Errichtung eines Regiments Kavallerie“ angetragen. Zusammen mit Friedrich August Bernhard Graf von der Osten-Sacken auf Bellin (1780–1861) erhielt er nun vom Herzog den Oberbefehl über die Mecklenburgischen Freiwilligen Jäger. Von der Osten-Sacken befehligte die Fußtruppen, Müller die reitenden Jäger (Jäger zu Pferde). Sein Patent als Oberst, datiert auf den 31. März, erhielt er am 6. April 1813. Die beiden Jägerkorps wurden in Güstrow aufgestellt. Anfang Mai 1813 wurde das reitende Jägerkorps nach Parchim verlegt. Hier wurde die militärische Ausbildung weitergeführt.
Am 5. Juni 1813 wurden die reitenden Jäger unter von Müller in die Gegend von Pritzier verlegt; durch den Waffenstillstand von Pläswitz kamen sie aber zunächst nicht zum Einsatz und zogen sich nach Bützow zurück. Sie wurden dann Teil der Nordarmee unter schwedischem Oberbefehl, die nach dem Trachenberg-Plan zwischen Ostsee und Elbe in Mecklenburg und Vorpommern aufgestellt war. Mit ihr vereinigten sich die Russisch-Deutsche Legion unter Ludwig von Wallmoden-Gimborn und die Hanseatische Legion. Die Division in Mecklenburg stand ab 20. Juli 1813 unter dem Befehl von Eberhard Ernst Gotthard von Vegesack und war deshalb auch als Division Vegesack bekannt. Sie stand dem linken Flügel der Armeen Napoleons unter Louis-Nicolas Davout, François Antoine Lallemand und Louis Henri Loison gegenüber, die im August 1813 nach Mecklenburg vorstießen und am 23. August Schwerin besetzten, aber nach der Schlacht bei Großbeeren am selben Tag auf ganzer Linie unter Druck gerieten. Am 22. August lieferten sich die Jäger ein Scharmützel an der Schwarzen Mühle nordöstlich von Lübeck mit dem dort stationierten Vorposten der französischen Besatzung Lübecks, dänischen Dragonern. Am 24. erfolgte der Rückzug der gesamten Division nach Schwaan. Am 28. August kam es zum Gefecht bei Retschow. Danach traten die französischen Truppen den Rückzug an, verfolgt von den Jägern als Avantgarde. Über Wismar ging es bis vor Lübeck, wo die Jäger am 4. September den erfolgreichen Überfall bei Dassow vornahmen.

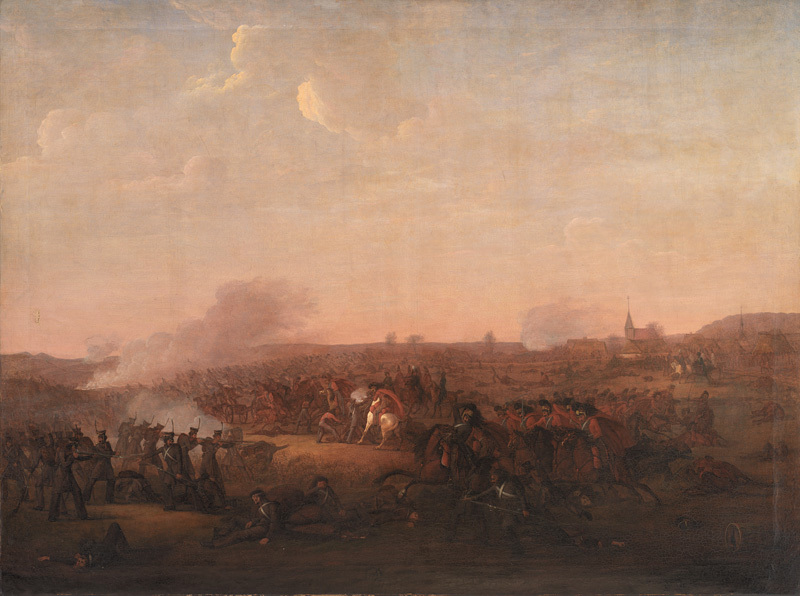
Schlacht bei Sehestedt. Gemälde von Jørgen Valentin Sonne (ca. 1822)

Bis Anfang Oktober sicherten die Jäger die Frontlinie, die unmittelbar östlich von Lübeck über Ratzeburg und Mölln nach Lauenburg/Elbe und Boizenburg verlief. Am 6. Oktober kam es bei Schlagsdorf/Schlagbrügge zu einem für die Jäger verlustreichen Gefecht. Es folgte ein längerer Vorpostendienst entlang der Stecknitzlinie. Müllers Hauptquartier blieb in Schönberg (Mecklenburg). Am 30. November zog sich das französische Heer nach Hamburg zurück, am 6. Dezember wurde Lübeck befreit. Die Jäher marschierten nun nach Holstein, um die mit den Franzosen verbündeten dänischen Truppen zu bekämpfen. Die reitenden Jäger erreichten am 9. Dezember Westensee und kämpften am folgenden Tag in der Schlacht bei Sehestedt. Müllers Regiment verlor auf dem für Kavallerie ungünstigen Schlachtfeld 23 Tote, 31 Verletzte, darunter Major Prinz Gustav zu Mecklenburg, und 24 Gefangene sowie 101 Pferde. Für seinen mutigen Einsatz unter widrigsten Bedingungen wurde Müller mit dem Schwertorden ausgezeichnet, 12 der Jäger erhielten die Schwertordens-Medaille. Nach der Schlacht bezog Müller Quartier auf Gut Emkendorf. Die Lebensbedingungen seiner Soldaten wie der Landbevölkerung im später so genannten Kosakenwinter waren denkbar schlecht. Anfang Januar rückten die Jäger nach Eckernförde vor. Hier erlebten sie den Kieler Frieden am 14. Januar 1814.
Nach dem Friedensschluss im Norden wurden die noch vorhandenen drei Eskadrons der reitenden Jäger über Kiel und Lübeck nach Boizenburg verlegt, wo sie die zugefrorene Elbe überschritten. Über Hannover ging es nach Münster. Am 6. März wurde bei Mülheim der Rhein überquert. Die Jäger wurden bei der Belagerung von Jülich eingesetzt. Der Erste Pariser Frieden beendete den Feldzug; am 7. Juni traten die Jäger den Rückmarsch nach Mecklenburg an, wo sie begeistert empfangen wurden. Müller und sein Stab wurden in Doberan einquartiert.
Im August 1814 erfolgte die Auflösung des Jäger-Regiments.

### Nach dem Friedensschluss
1815 erwarb Müller Striggow (Hoppenrade) mit Augustenberg von den Gebrüdern Hahn. 1822 gehörte er zu den Mitgründern des Vereins für englische Vollblutzucht in Mecklenburg, der auch die Pferderennen auf der Rennbahn in Doberan organisierte.
Er war verheiratet mit seiner Cousine Luise Sophie von Müller-Groß Siemen (1783–1817). Das Paar hatte zwei Söhne und eine Tochter. Der Sohn Karl Friedrich Viktor (1802–1886) gab Striggow 1838 ab und wurde großherzoglicher Forstmeister.

## Auszeichnungen
- Pour le Mérite (4. Dezember 1794, 949. Verleihung)
- Schwertorden, Ritter (Dezember 1813)
- Mecklenburgische Militär-Verdienstmedaille für 1813/1815 in Gold (1814)